# Ranja
Ranja – miasto w Arabii Saudyjskiej, w prowincji Mekka. W 2010 roku liczyło 21 656 mieszkańców.